# Ciszyca Górna
Ciszyca Górna is een plaats in het Poolse district  Opatowski, woiwodschap Święty Krzyż. De plaats maakt deel uit van de gemeente Tarłów en telt 240 inwoners.